# Galline alla riscossa
Galline alla riscossa (Foxbusters) è una serie animata prodotta dalla Cosgrove Hall con la collaborazione della Itel Productions. In Italia è stata trasmessa su Disney Channel, Toon Disney e Italia 1 dal settembre 2003. La serie è basata sui personaggi di Dick King-Smith.
Sono state prodotte due serie di tredici episodi di 11 minuti ciascuno realizzati tra il 1999 e il 2000. Diretto da Jon Doyle, lo spettacolo fu coprodotto dalla società di animazione di David Max Freedman e Alan Gilbey che collaborarono occasionalmente con Joel Jessup.
Lo spettacolo è ambientato a Foxearth Farm, una fattoria immaginaria abitata da una varietà di animali, in particolare da polli e galline. Le Foxbusters sono tre galline, Ambarabà (Ransome), Ciccì (The Sims) e Coccò (Jeffries), che possiedono l'improbabile capacità di volare. Ognuna ha una personalità diversa, Ambarabà è la migliore nel volo, Ciccì è la più intelligente, Coccò è la comica. Le Foxbusters hanno anche la capacità di sputare grit usando il becco come una mitragliatrice, e di rilasciare le uova sode come se fossero bombe.